# Bisbat de Sufar
La diòcesi de Sufar és una antiga seu episcopal de la província romana de Mauretània Caesariensis. La ubicació de la seu del bisbat ara es perd a la història, però era en algun lloc del que ara és Algèria.
El cristianisme sembla haver arribat a Mauretània Caesariensis més tard que a altres parts del nord d'Àfrica romana, evitant així moltes de les controvèrsies anteriors. Com la majoria dels bisbats de l'oest de Mauretània Caesariensis, Sufar sembla haver florit des de l'antiguitat tardana fins a algun temps després del Concili de Nicea. Hi ha dos bisbes de Sufar esmentats per fonts antigues, tots dos de l'any 484. Això va portar a J. Mesnage a plantejar la hipòtesi de l'existència de dues ciutats anomenades Sufar. Una interpretació alternativa és que el terme Sufaritanus és una contracció de Sufasaritanus, i per tant un dels bisbes hauria pertangut a la diòcesi de Sufasar. La diòcesi sembla haver deixat de funcionar després de la conquesta musulmana del Magrib.
Avui dia, Sufar sobreviu com a bisbat titular, amb l'actual bisbe titular Robert P. Reed, que va substituir Robert Francis Prevost, ara conegut com a Papa Lleó XIV, el 2016.